# 藤原縄主
藤原 縄主（ふじわら の ただぬし）は、奈良時代から平安時代初期にかけての公卿。藤原式家、参議・藤原蔵下麻呂の長男。官位は従三位・中納言、贈従二位。

## 経歴
桓武朝初頭の延暦2年（783年）従五位下・中衛少将に叙任。のち右衛士佐・近衛少将や、少納言・式部少輔等、文武の諸官を歴任する。延暦10年（791年）従五位上・左中弁に叙任されると、延暦12年（793年）正五位下と桓武朝半ばから順調に昇進し、延暦17年（798年）参議に任ぜられ公卿に列す。桓武朝末にかけて議政官として式部大輔・左京大夫・近衛中将等を兼帯する。延暦18年（799年）からは皇太子・安殿親王（後の平城天皇）の春宮大夫も務めたが、これは縄主の室である藤原薬子と安殿親王の不倫関係を嫌った桓武天皇が薬子の夫を監視役に置いた人事ともいわれる。
大同元年（806年）平城天皇が即位すると従三位・大宰帥に叙任され大宰府に赴任し、入れ代わるように尚侍として天皇に呼び戻された薬子は憚らずに天皇の寵愛を受ける事となった。大同2年（807年）観察使制度の設置により大宰帥のまま西海道観察使にも任ぜられる。この間の大同3年（808年）に観察使に対して封戸が支給される事になった際、既に大宰帥としての公廨を支給されており俸給が重複するため、封戸の支給を辞退するよう上表しているが、許されなかった。
大同5年（810年）薬子の変が発生し、妻の薬子は自殺、子の貞本は連座して飛騨権守に左遷されるが、大宰府に赴任していた縄主は乱に関与せず難を逃れる。弘仁3年（812年）中納言に至った。
弘仁8年（817年）9月16日薨去。享年58。最終官位は中納言従三位兼兵部卿。淳和朝初頭の天長元年（824年）に従二位の位階を追贈されている。

## 人物
酒を好む性質であったが、職務を欠くような事はなかった。内と外とを区別せず、親族にも慕われたという。

## 官歴
注記のないものは『六国史』による。
- 時期不詳：正六位上
- 延暦2年（783年） 4月28日：従五位下。6月21日：中衛少将
- 延暦3年（784年） 3月14日：兼伊勢介
- 延暦4年（785年） 正月15日：兼美濃介
- 延暦5年（786年） 正月28日：中衛少将
- 延暦6年（787年） 2月8日：右衛士佐。3月22日：少納言。5月25日：兼右衛士佐
- 延暦7年（788年） 2月6日：兼備前介。7月25日：近衛少将、少納言如元
- 延暦9年（790年） 7月24日：兼式部少輔、少将介如元
- 延暦10年（791年） 正月7日：従五位上。2月15日：左中弁[3]
- 延暦12年（793年） 正月25日：正五位下
- 延暦14年（795年） 2月2日?：式部大輔[3]
- 時期不詳：従四位下
- 延暦16年（797年） 7月5日：兼左京大夫[3]
- 延暦17年（798年） 8月16日：参議[3]
- 延暦18年（799年） 4月11日：春宮大夫
- 延暦19年（800年） 正月：従四位上[3]。正月11日：兼近衛中将[3]
- 延暦20年（801年） 正月：兼大和守[3]
- 延暦21年（802年） 12月15日：正四位下[3]
- 延暦25年（806年） 2月16日：兼左大弁陰陽頭。5月18日：従三位、兼大宰帥[3]
- 大同2年（807年） 4月16日：西海道観察使[3]
- 大同5年（810年） 6月10日：参議[3]
- 弘仁3年（812年） 正月12日：兵部卿。12月5日：中納言
- 弘仁8年（817年） 9月16日：薨去（中納言従三位兼兵部卿）
- 天長元年（824年） 12月16日：贈従二位

## 系譜
注記のないものは『尊卑分脈』による。
- 父：藤原蔵下麻呂
- 母：粟田廉刀自[3]（粟田馬養の娘）
- 妻：藤原薬子（藤原種継の娘）
  - 男子：藤原貞本
  - 男子：藤原貞吉
  - 女子：安殿親王妃
- 妻：従五位下清正の娘（姓不明）
  - 男子：藤原貞庭